# Tanjug-Gebäude
Das Tanjug-Gebäude befindet sich in Belgrad auf dem Platz Obilićev venac. Wegen seines architektonischen und urbanen, kulturellen und historischen Wertes hat das Gebäude den Status eines Kulturdenkmals.
Die Zeit vor dem Ausbruch des Zweiten Weltkrieges war von wachsender Instabilität, Inflation und Druck des totalitären Regimes geprägt. Die Privilegierte Exportgesellschaft (PRIZAD) bemühte sich, die Exporterlöse des Staates zu fördern. Da es eine besondere Bedeutung für die Wirtschaft des Landes hatte, aber bis dahin in gemieteten Räumlichkeiten betrieben wurde, baute das Unternehmen sein eigenes, luxuriöses, monumentales Gebäude. Auf der Grundlage eines im Jahre 1937 durchgeführten Wettbewerbs wurde nach Plänen des Architekten Bogdan Nestorović während der Jahre 1938–1939 das PRIZAD-Verwaltungsgebäude gebaut.
Da sich das Grundstück an einem natürlichen Hang befindet, der von Obilićev venac bis zum Save-Ufer reicht, hat das Gebäude eine prägende Lage im Stadtbild. In einem orthogonalen Schema mit zwei auf der einen Seite angebrachten Pylonen und mit einer erkennbaren Bogenform wird die Fassade des Gebäudes durch stilisierte Pilaster in modernistischer Weise und Geist rhythmisch zerteilt, sowie durch ein neutrales Gitter von Fensteröffnungen. Der monumentale Charakter des Gebäudes verlangte, dass auch die Bedeckung mit einer Schicht von dünnen Steinfliesen, die auch im Inneren der Halle angewendet wurden.
Bei der Gestaltung dieses Gebäudes der nicht-ornamentalen, modernistischen Architektur gibt es einen sichtbaren Einfluss der Architektur der totalitären Regime Italiens und Deutschlands, aber auch Einflüsse des französischen Monumentalismus.
Mit seiner harmonischen Form und gereinigten, nicht-ornamentalen Fassade wird das Gebäude als der Schlüsselerfolg der Belgrader Architektur des vierten Jahrzehnts des letzten Jahrhunderts erkannt und hat einen herausragenden Platz in der kreativen Arbeit des Architekten Bogdan Nestorović.

## Spätere Nutzung
Nach dem Krieg war das Gebäude Sitz der OZNA. Anfang der 1960er Jahre wurde das Gebäude Sitz der jugoslawischen Nachrichtenagentur Tanjug (Telegrafske agencije Nove Jugoslavije – Nachrichtenagentur des neuen Jugoslawiens). Seit dieser Zeit steht in der Lobby des Gebäudes eine Skulptur von Moša Pijade, dem Gründer der Tanjug.